# عبد الله السلام
أحد اعمدة القضاء في الدولة العراقية وعضو محكمة تمييز العراق

## الولادة والنشأة
عبد الله بن سلام بن عبد الغفور (غفوري) بن رزيج الأعظمي
ولد في العمارة سنة 1308 هـ - 1889 م، وأكمل دراسته الابتدائية

## الدراسة
درس الثانوية في بغداد 
ثم درس الفلسفة الإسلامية، وانصرف بعدها إلى دراسة الحقوق فدرسها في مدرسة الحقوق ببغداد وتخرج فيها.

## مناصبه الحكومية والقضائية
عين معلما بعد دراسته الثانوية
عين حاكما (أي قاضيا) في الكاظمية
ثم نقل مديرا لخزينة العمارة، واعتقله الإنجليز عند احتلال العمارة ونفوه إلى الهند وعند انتهاء الحرب العالمية الأولى أفر ج عنه وأعيد حاكما في البصرة،
ثم نقل إلى العمارة بنفس وظيفته
ثم نقل إلى بغداد وعين رئيسا لديوان التدوين القانوني، ثم عضوا في محكمة تمييز العراق.
كان أحد أعضاء اللجنة التي شكلت لوضع القانون المدني العراقي عام 1933

## وفاته
توفي يوم الجمعة 10 جمادى الأولى سنة 1354 هـ - 1935 م، ودفن في مقبرة الخيزران.
كتب على شاهد قبره تاريخ وفاته شعراً:
عاش عبد الله السلام عليّا... حاكماً عادلا نزيها ذكيا
وقضى عمره زكيّا فأرخ: .... غاب عبد السلام زكيا